# Dermatetron
Dermatetron är ett släkte av svampdjur. Dermatetron ingår i familjen Sycanthidae.
Kladogram enligt Catalogue of Life:
| Dermatetron | \| \| Dermatetron hodgsoni \| \| \| \| \| \| Dermatetron scotti \| \| \| \| |
|             | \| \| Dermatetron hodgsoni \| \| \| \| \| \| Dermatetron scotti \| \| \| \| |
|             | Sycantha                                                                    |
|             |                                                                             |
|             | Dermatetron hodgsoni                                                        |
|             |                                                                             |
|             | Dermatetron scotti                                                          |
|             |                                                                             |

|  | Dermatetron hodgsoni |
|  |                      |
|  | Dermatetron scotti   |
|  |                      |